# La Catedral (obra musical)
La Catedral es una obra musical hecha por Agustín Pío Barrios. Considerada su obra maestra, es una obra en tres movimientos: Andante Religioso y Allegro Solemne, compuestos en 1921 y un tercero, el Preludio (Saudade) de 1939 el cual su autor comenzó a interpretar como un previo a los dos primeros movimientos constituyendo una sola obra.

## Historia
Los manuscritos originales de Barrios denotan que compuso las dos primeros movimientos, Andante Religioso y Allegro Solemne hacia 1921 mientras vivía en Montevideo apoyado por su amigo Martín Borda Pagola. En tanto Rojas indica que La Catedral fue compuesta por Barrios mientras se recuperaba del tifus en una casa de campo de su amigo, Bobadilla señala que Barrios habitó un hotel entre las calles de Sarandí y Alzáibar, cerca de la Catedral Metropolitana de Montevideo, sitio en el cual distintos elementos podrían haberle inspirado los tres movimientos.
Barrios estrenó la obra en abril de 1921 y la grabó el 1 de agosto de 1928 en Buenos Aires, quedando registrada como la grabación 2960 de la disquera Odeón. En 1938 estando en La Habana habría agregado un movimiento, el Preludio (Saudade) integrándola al inicio de la obra e interpretándola así en agosto de 1939. Dicha disposición es la que quedaría como la definitiva en la posteridad.

## Estructura
La obra tiene una fuerte influencia de Johann Sebastian Bach, de quien Barrios tomó influencias para articular el lenguaje musical de la pieza. Está escrita en un compás de 2/4 y en ella el autor habría demostrado tanto la complejidad de la composición usando posiciones en todo el mango del instrumento como en la maestría en la técnica interpretativa.

### Preludio (Saudade)
El primer movimiento —tercero en desarrollo cronológico— refleja una sensación de nostalgia y de recogimiento previa a la entrada de una persona a un recinto religioso. Barrios utilizó como subtítulo el término portugués saudade. Según Bobadilla para ligar estilísticamente este preludio, Barrios incluyó elementos de los dos movimientos posteriores como "el bajo de la segunda sección y la coda del tercer movimiento, dando una completa unidad estructural que "da capo a fine"". Barrios habría indicado en sus partituras la interpretación de la obra de manera lenta y con la armonía marcada.

### Andante religioso
El segundo movimiento manifiesta una tonalidad inicial de si menor y comunica un ambiente tranquilo y contemplativo que rememora tanto el interior de la catedral como un repicar de campanas.

### Allegro solemne
El tercer y último movimiento contrasta con los anteriores por su velocidad en la interpretación de los arpegios en estilo rondó. Concluye con la interpretación de notas en si menor al final del mástil.

## Interpretaciones de la obra
Los sabidos testimonios en torno a la composición y el pensamiento espiritual de Barrios dan como resultado que la crítica coincida en la división de los tres movimientos a tres momentos en torno a un individuo en una experiencia. Para Bobadilla la división implica el recogimiento y la impresión del visitante ante el edificio catedralicio, la entrada solemne hacia el mismo y el recogimiento hacia la divinidad y la experiencia extática-espiritual como el tercer movimiento. Para Richard Stover citado por Hernández Reyes, la obra comunica la experiencia de una persona en una catedral, tanto en la apreciación de un organista interpretando a Bach a la entrada de la catedral, el recorrido solemne por la misma y finalmente la salida con el bullicio de una ciudad fuera. Champman indicó que el Andante Religioso se inspiró en un coral de Bach que el guitarrista escuchó en la catedral montevideana.

## Arreglos
La Catedral ha inspirado numerosos arreglos para distintos instrumentos, gracias a su estructura musical compleja y envolvente. Además de la versión para orquesta, existen arreglos significativos para órgano y piano, que permiten explorar la profundidad de la obra en diferentes contextos.
En 2020, el violista italiano Marco Misciagna realizó un arreglo para viola sola.Esta adaptación mantiene intacto el espíritu original de la obra, explorando las posibilidades expresivas de la viola y unificando las líneas melódicas y armónicas en una versión solista. El arreglo fue grabado y publicado por Misciagna en 2025.La misma versión fue posteriormente transcrita por Misciagna para violonchelo solo.

## Discografía
- John Williams – The Guitarist, Sony Classical, 1998[10]

- David Russell – Rodrigo, Ponce, Barrios, Telarc, 2000[11]

- Ana Vidović – Ana Vidović Plays Classical Guitar, Croatia Records, 2007

- Berta Rojas – Intimate Barrios, ONMusic Recordings, 2008[12]

- Manuel Barrueco – Barrios, Tonar Music, 2020

- Raphaël Feuillâtre - Deutsche Grammophon, 2023

- Marco Misciagna – Agustín Barrios Mangoré: La Catedral, Arranged for Viola Solo, MM 21 - 2025[13]